# L'Ambrosiano
L'Ambrosiano fu un quotidiano pubblicato a Milano, dal 1922 al gennaio 1944.

## Storia
Fondato dal futurista Umberto Notari, fu rivolto alla media borghesia milanese. Il primo numero del quotidiano uscì il 7 dicembre del 1922. Il giornale si notava poiché la testata era stampata in rosso. Nel 1925 Notari fu costretto a vendere la maggioranza delle azioni a un gruppo finanziario guidato da Riccardo Gualino. Da quel momento L'Ambrosiano divenne un quotidiano di regime.
Giornale del pomeriggio, adottò una veste grafica fortemente innovativa per l'epoca. Il giornale introdusse diverse innovazioni, sia nei contenuti sia nell'impaginazione. In terza pagina, spazio solitamente serioso riservato agli elzeviri ed ai pezzi d'arte, sull'Ambrosiano apparvero pagine monotematiche, dedicate di volta in volta a letteratura, musica, arte e sport. La quarta pagina, all'epoca non valorizzata (vi apparivano notizie brevi e comunicati commerciali), fu realizzata interamente con fotografie, su avvenimenti e costume.
Nel 1930 la proprietà fu rilevata dalla Società Anonima Milanese Editrice (SAME), presieduta da Arnaldo Mussolini.
All'inizio del nuovo decennio L'Ambrosiano introdusse una pagina letteraria ogni mercoledì, inaugurando una tradizione che fu ripresa poi da molti altri giornali. Quotidiano sempre aperto all'innovazione, nel 1938 fu sperimentato anche il cambiamento del formato, adottando un tabloid, con il raddoppiamento della foliazione a 12 pagine.
Titolari della critica letteraria furono Gino Saviotti, Luciano Nicastro ed il giovane Guido Piovene, all'inizio di una lunga carriera giornalistica. La critica d'arte fu affidata a Carlo Carrà; il critico musicale fu Adriano Lualdi. Sulle pagine dell'Ambrosiano scrissero autori che poi divennero celebri:
- Carlo Emilio Gadda, che si occupò di edilizia e di vita milanese. Sul quotidiano pubblicò le prose che poi raccolse nel Castello di Udine (1934);
- Alfonso Gatto, che scrisse di poesia;
- Elio Vittorini, che spaziò dalla letteratura all'architettura;
- Gaetano Afeltra, Riccardo Bacchelli, Camilla Cederna, Ada Negri, Delio Tessa e Salvatore Quasimodo.

Il giornale fu soppresso il 18 gennaio del 1944 e venne sostituito il 23 gennaio da «La Repubblica Fascista».

## Direttori
- Umberto Notari (1922-1925)
- Enrico Cajumi (1925-1930)
- Giulio Benedetti (1930-1943)
- Nello Corradi (1943)[2]